# Turcja na Letnich Igrzyskach Olimpijskich 1976
Turcję na Letnich Igrzyskach Olimpijskich 1976 reprezentowało 27 zawodników, 26 mężczyzn i 1 kobieta.

## Reprezentanci

### Boks
- Ali Canay
  - Waga papierowa – 9. miejsce

- Kemal Solunur
  - Waga kogucia – 15. miejsce

- Sabahattin Burcu
  - Waga lekkopółśrednia – 17. miejsce

### Judo
- Osman Yanar
  - Waga lekka – 12. miejsce

- Rafet Güngör
  - Waga półśrednia – 19. miejsce

- Süheyl Yeşilnur
  - Waga średnia – 7. miejsce

### Kolarstwo
- Erol Küçükbakırcı
  - 1 km ze startu zatrzymanego – 23. miejsce
  - 4 km na dochodzenie – 23. miejsce

### Lekkoatletyka
- Hüseyin Aktaş
  - Maraton – 37. miejsce

- Veli Balli
  - Maraton – 38. miejsce

### Podnoszenie ciężarów
- Kemal Başkır
  - – 67,5 kg – 12. miejsce

- Mehmet Suvar
  - – 82,5 kg – 12. miejsce

### Skoki do wody
Mężczyźni
- Ahmet Kizil
  - Trampolina – 28. miejsce

Kobiety
- Peri Suzan Özkum
  - Trampolina – 27. miejsce

### Strzelectwo
- Akin Ersoy
  - Pistolet 50 m – 18. miejsce

- Mehmet Dursun
  - Karabin małokalibrowy leżąc 50 m – 47. miejsce

- Güneş Yunus
  - Skeet – 44. miejsce

### Zapasy
- Salih Bora
  - 48 kg w stylu klasycznym – 7. miejsce

- Bilal Tabur
  - 52 kg w stylu klasycznym – przegrał wszystkie walki

- Mehmet Uysal
  - 62 kg w stylu klasycznym – przegrał wszystkie walki

- Erol Mutlu
  - 68 kg w stylu klasycznym – 7. miejsce

- Kuddusi Özdemir
  - 48 kg w stylu wolnym – 7. miejsce

- Kamil Özdağ
  - 52 kg w stylu wolnym – przegrał wszystkie walki

- Vehbi Akdağ
  - 62 kg w stylu wolnym – przegrał wszystkie walki

- Mehmet Sarı
  - 68 kg w stylu wolnym – przegrał wszystkie walki

- Yakup Topuz
  - 74 kg w stylu wolnym – przegrał wszystkie walki

- Mehmet Uzun
  - 82 kg w stylu wolnym – 4. miejsce

- İsmail Temiz
  - 90 kg w stylu wolnym – przegrał wszystkie walki